# Métropole d'Australie et de Nouvelle-Zélande
La métropole d'Australie et de Nouvelle-Zélande (en serbe cyrillique : Митрополија аустралијско-новозеландска ; en serbe latin : Mitropolija australijsko-novozelandska) est une circonscription de l'Église orthodoxe serbe. Elle a son siège à Sydney en Australie et, en 2016, elle a à sa tête l'évêque Irinej.

## Paroisses
L'éparchie compte neuf archidiaconés (en serbe : arhijerejska namjesništa), chacun divisé en plusieurs paroisses.

### Nouvelle Galles du Sud[3]
- Sydney-Alexandria : cathédrale Saint-Lazare[4].
- Mona Vale-Warriewood : pro-cathédrale Saint-Sava[5].
- Cabramatta : église Saint-Georges (cathédrale historique)[6].
- Blacktown : église Saint-Nicolas.
- Flemington-Homebush West : église Saint-Sava.
- Homebush : église Saint-Michel.
- Newcastle : église Saint-Nahum-d'Ohrid.
- Rooty Hill-Plumpton : église Saint-Étienne.
- Wollongong : église Saint-Jean-Baptiste.
- Wollongong-Dapto : église Saint-Jean-Baptiste.

En plus de ces paroisses, la circonscription abrite des paroisses missionnaires à Peats Ridge (Synaxe-des-Saints-Serbes), Lightning Ridge (Saint-Georges), Liverpool (Saint-Luc), Moree (Saint-Siméon-et-Sainte-Anne) et Young (Présentation-de-la-Mère-de-Dieu-au-Temple).

### Territoire de la capitale australienne[7]

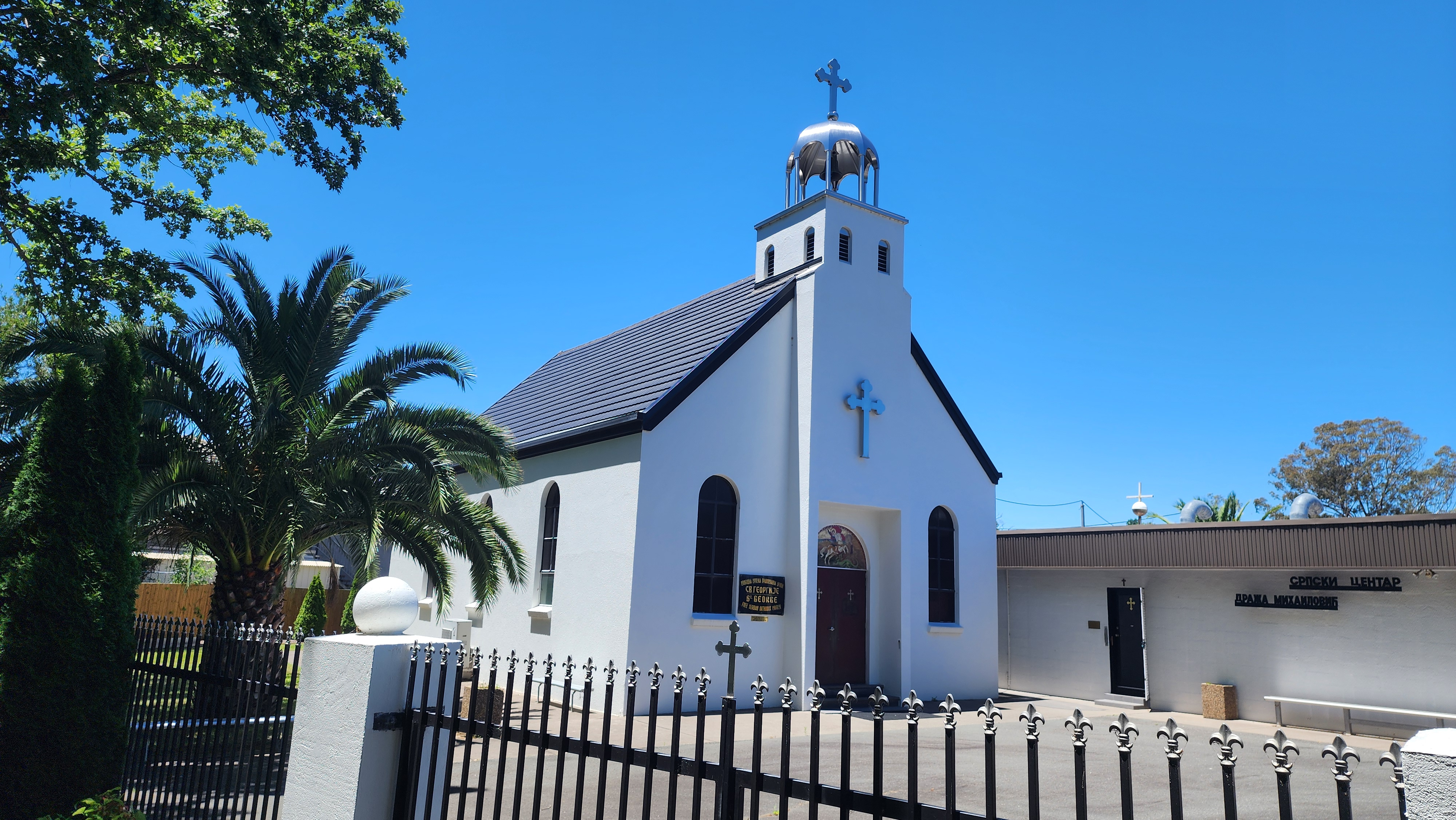
L'église Saint-Georges de Canberra.

- Canberra-Farrer : église Saint-Sava.
- Canberra-Forrest : église Saint-Georges.

### Victoria[8]
- Melbourne-Brunswick Est : cathédrale de la Sainte-Trinité.
- Carrum Downs : église Saint-Stefan-Dečanski.
- Geelong : église Saint-Nicolas.
- Greensborough : église Saint-Sava.
- Keysborough : église Saint-Étienne.
- Rockbank : église de la Sainte-Parascève.
- St Albans : église Saint-Georges.
- Wodonga : église Saint-Pierre-et-Saint-Paul.
- Yallourn North-Moe : église de la Sainte-Trinité.

En plus de ces paroisses, la circonscription abrite les paroisses missionnaires de Ballarat et de Langwarrin.

### Territoire du Nord[9]
- Darwin : église Saint-Sava.

### Queensland[10]
- Brisbane-Wacol : église Saint-Nicolas[11].
- Brisbane-Woolloongabba : église Saint-Nicolas[12].
- Gold Coast-Arundel : église de la Dormition-de-la-Mère-de-Dieu.
- South Brisbane : paroisse Saint-Nicolas.
- Cairns : paroisse missionnaire Saint-Élie.

### Tasmanie[13]
- Hobart : paroisse de la Sainte-Croix.

### Australie-Occidentale[14]

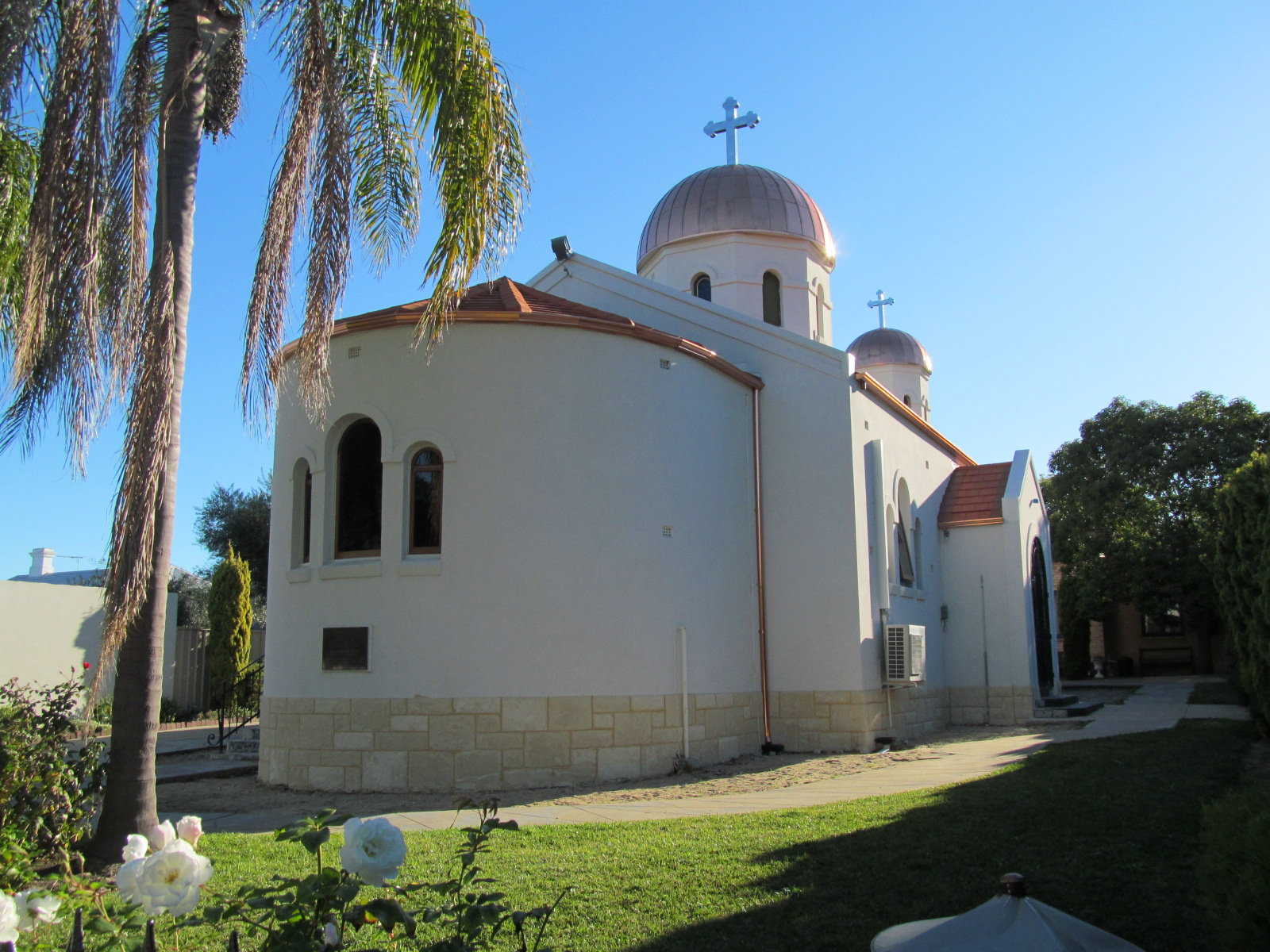
L'église de la Sainte-Trinité de Perth.

- Perth : église de la Sainte-Trinité[15].
- Perth-Highgate : église Saint-Sava.
- Rockingham : église Saint-Basile-d'Ostrog.
- North Perth : paroisse Saint-Basile-d'Ostrog.

### Nouvelle-Zélande[16]
- Auckland-Hamilton : église du Saint-Roi-Milutin[17].
- Wellington-Palmerston North : église Saint-Sava[18].
- Christchurch : paroisse missionnaire Saint-Nicolas[19].

### Australie-Méridionale[20]

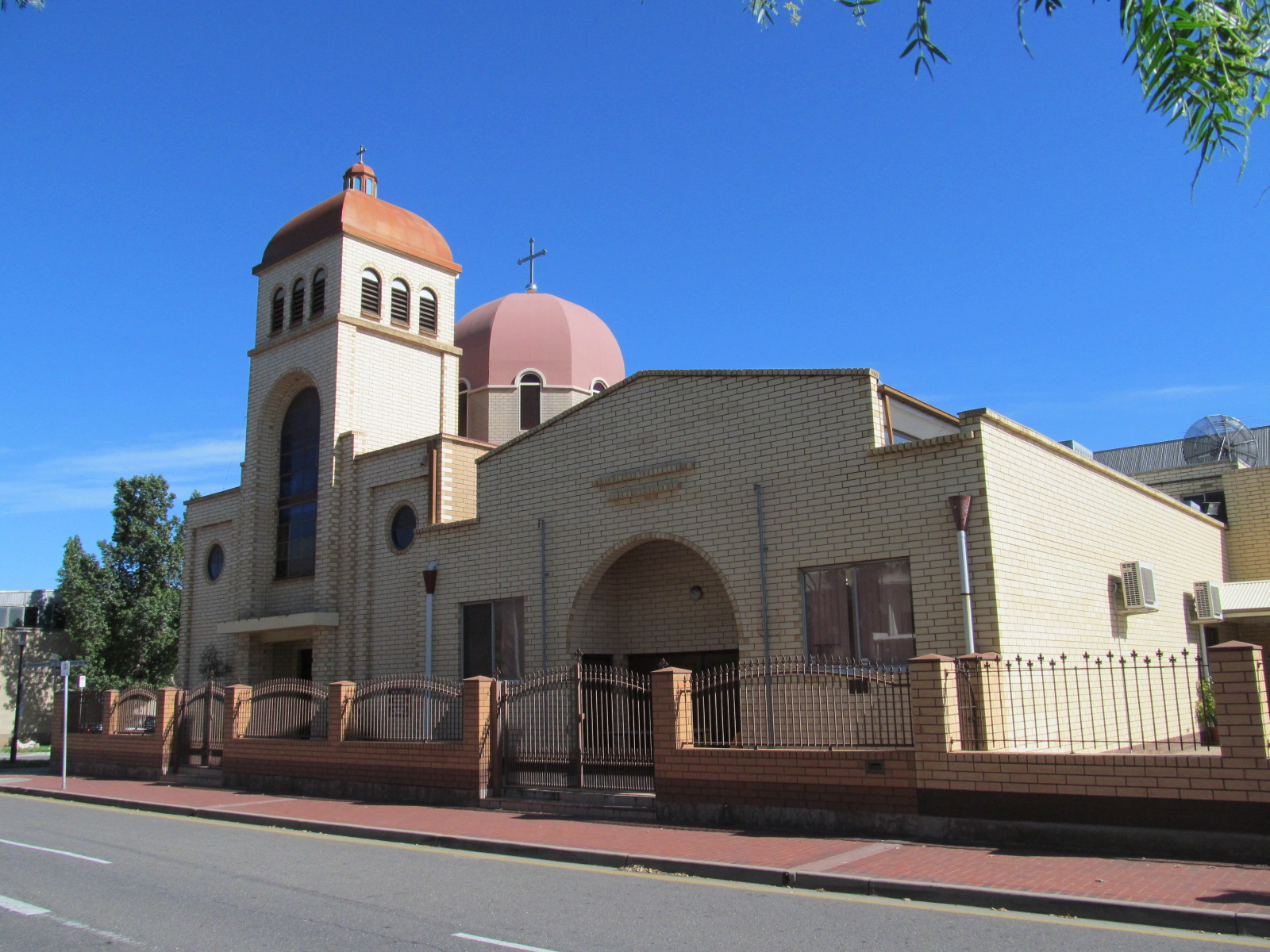
L'église Saint-Sava d'Adelaïde.

- Adelaïde-Hindmarsh : église Saint-Sava.
- Adélaïde-Woodville Park : église Saint-Sava[21].
- Coober Pedy : église missionnaire souterraine Saint-Élie.

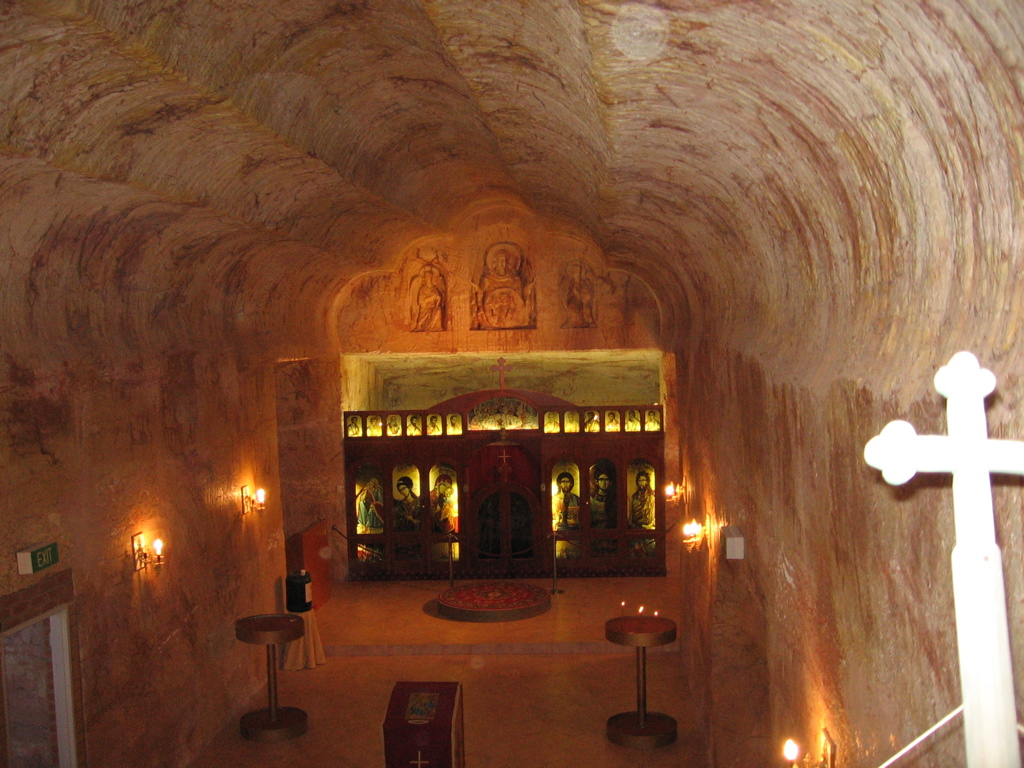
L'église souterraine Saint-Élie de Coober Pedy.

## Monastères
La métropole d'Australie et de Nouvelle-Zélande abrite les quatre monastères suivants :
| Français                  | Serbe cyrillique      | Datation | Emplacement             | Photo |
| ------------------------- | --------------------- | -------- | ----------------------- | ----- |
| Monastère de Novi Kalenić | Манастир Нови Каленић | 1972     | Hall, près de Canberra. |       |
| Monastère de Tallong      | Манастир Талонг       | 1988     | Tallong.                |       |
| Monastère d'Elaine        | Манастир Илејн        | 1972     | Elaine.                 |       |
| Monastère d'Inglewood     | Манастир Инглвуд      |          | Inglewood.              |       |